# Романов, Михаил Алексеевич (футболист)
Михаи́л Алексе́евич Романов (1895 — 1961) — советский футболист, полузащитник.
В 1913—1922 годах выступал за московскую команду «Замоскворецкий клуб спорта». За сборную России в 1914 году провёл 2 матча — против Швеции и Норвегии.

## Достижения
Московская футбольная лига / Кубок КФС-Коломяги
- Чемпион (7): 1914, 1916, 1918 (в), 1918 (о), 1919 (в), 1920 (в), 1922 (о)
- Вице-чемпион (2): 1917 (в), 1919 (о)
- Бронзовый призёр (2): 1913, 1922 (в)

Кубок Тосмена
- Финалист (1): 1919